# Giovanni Battista Birago Avogadro
Giovanni Battista Birago Avogadro (Genova, 1634 – Genova, 1699) è stato uno storico e giurista italiano.
È autore di una Historia della disunione del regno di Portogallo dalla corona di Castiglia (1644), di un'Historia africana, della divisione dell'imperio degli Arabi (1650, tradotta in francese dall'abbé Michel de Pure con il titolo di Histoire africaine, Parigi, 1666, in-12°), del Mercurio veridico (1648), annali dell'Europa del suo tempo. Tra le sue numerose opere si ricordano anche le Turbolenze d'Europa dall'anno 1640 fino al 1650 (Venezia 1654) continuazione delle Historie memorabili dal 1600 al 1632 di Alessandro Zilioli comparse a Venezia in 22 libri nel 1646.

## Opere
- Compendio delle "Historie Venete"... tradotte dal latino in lingua italiana..., Venezia, 1655.
- Delle Historie memorabili che contiene le sollevationi di stato de nostri tempi, Venezia, 1653.
- Mercurio veridico, overo Annali universali d'Europa, Bologna, 1650.
- Historia africana della divisione dell'imperio degli Arabi, e dell'origine e dei progressi della monarchia de' Mahometani distesa per l'Africa e per le Spagne, Venezia, 1650.
- Historia della disunione del regno di Portogallo dalla corona di Castiglia, Amsterdam, 1657.
- Historia del regno di Portogallo, Lione, 1644.
- Lo scudo, e l'asta del soldato monferrino, impugnati alla difesa del suo politico sistema, Venezia, 1641

Traduzioni
- Istretto delli moti moderni d'Inghilterra, con un breve racconto delle ragioni del Rè et del Parlamento, Venezia, 1652 (trad. dell'originale Elenchus motuum nuperorum in Anglia di George Bate)